# Secondo caso di Sciacca
(Francesco Savasta, Introduzione de Il famoso Caso di Sciacca, 1726)
Il secondo caso di Sciacca, talvolta citato anche come terzo, fu la parte conclusiva del violento conflitto combattuto tra le famiglie nobili di Sicilia dei de Luna e dei Perollo tra il 1455 ed il 1529, denominato "caso di Sciacca". Le principali fasi del conflitto vennero combattute nei territori della città feudale di Bivona e della città demaniale di Sciacca, entrambi attuali comuni italiani della provincia di Agrigento in Sicilia, nei mesi estivi del 1529.
Oltre a Sigismondo II de Luna e Giacomo Perollo, veri protagonisti del conflitto, il secondo caso di Sciacca vide coinvolte diverse personalità, dai parenti dei due nemici al corsaro Sericono Bassà, da papa Clemente VII all'imperatore Carlo V.
Il caso si concluse definitivamente, alla fine del febbraio 1530, con la morte di Sigismondo de Luna, sopravvenuta dopo più di sette mesi da quella del nemico Giacomo Perollo.

## Contesto storico
Il XVI secolo, in Sicilia, fu caratterizzato dalle continue discordie tra i signori feudali dell'Isola. Essendo abitate da parecchi signori, molte città demaniali venivano insanguinate dalle lotte causate dalla brama di predominio di ciascun signore che, approfittando soprattutto della debolezza del governo, voleva imporsi nelle città, sfoggiando lusso e potenza.
Sciacca, città portuale della Sicilia sud-occidentale, era la dimora di numerose e potenti famiglie nobili del tempo: su tutte, predominavano la famiglia Perollo (famiglia di origine francese, che aveva acquistato un ruolo preminente già dal XIII secolo) e la famiglia aragonese dei De Luna, che aveva possedimenti anche in altre zone della Sicilia (Bivona, Caltabellotta, Caltavuturo, Castellammare del Golfo).
Nei primi decenni del Cinquecento la famiglia Perollo era diventata ancora più potente grazie ai buoni uffici di Giacomo Perollo, signore di Pandolfina, che vantava una grande amicizia con Ettore Pignatelli, viceré di Sicilia (insieme a lui, durante la fanciullezza, paggio alla corte del Re di Spagna).
Essendo stato più volte deputato di Sciacca al Parlamento siciliano, godeva di un gran seguito, sia fra il popolo, sia fra numerose famiglie patrizie.
Altre famiglie, tuttavia, non sopportando gli atteggiamenti e le ricchezze dei Perollo, tramando contro di loro, gli contrapponevano i de Luna, in particolar modo Sigismondo de Luna, "il più potente dei Signori della zona", figlio di Giovanni Vincenzo de Luna (barone di Bivona, conte di Caltabellotta e di Sclafani, stratigoto di Messina, presidente del Regno e signore del porto di Castellammare del Golfo) e marito di Luisa Salviati, figlia di Jacopo Salviati e di Lucrezia de' Medici.

## Ilcasus belli
(Giovan Battista Sedita, Cenno storico-politico-etnografico di Bivona, 1909)
Il primo scontro tra le due fazioni avverse avvenne quando una trentina di bravacci del conte Luna, recandosi da Bivona a Sciacca, furono oggetto di un agguato ordito da una schiera di armigeri del Perollo.
I bravi dei de Luna, nonostante i feriti (tra cui il bivonese Calogero Unda, "molto dal conte Luna stimato"), riuscirono a raggiungere Sciacca per rinforzare il numero degli armati della famiglia aragonese; il loro numero elevato fece sì che i Perollo chiedessero la mediazione tra i due signori, Giacomo Perollo e Sigismondo de Luna, dell'arciprete di Sciacca don Gabriele Salvo.
La pace venne promessa, ma tale patto fu vano, poiché, non molto tempo dopo, un episodio scatenò una vera e propria guerra tra i due: dopo che un tentativo di Sigismondo andò a vuoto, Giacomo Perollo riuscì a liberare, senza riscatto, il barone di Solunto, rapito in precedenza dal pirata barbaresco Sinam Bassà (detto Sericono o anche "il Giudeo"), ed altri dieci cristiani.
Lo scacco subito da Sigismondo peggiorò ulteriormente il rapporto tra i due signori; ad aumentare il rancore di Sigismondo, inoltre, erano soprattutto le continue dimostrazioni di forza e gli atteggiamenti sprezzanti ("fino a beffeggiarlo e a definirlo pazzo") di Giacomo Perollo nei suoi confronti.

## Fasi del conflitto

### Le prime fasi
Le prime fasi del conflitto furono caratterizzate da continui omicidi ed intimidazioni: Giovanni Vincenzo de Luna tentò invano di uccidere Giacomo Perollo; Girolamo Ferraro, nobiluomo che aveva pronunciato parole di pace dinanzi a Sigismondo de Luna, venne ucciso; alcuni servi del conte de Luna vennero bastonati; un bravo del Perollo, Cola Stornello, venne trovato morto (ucciso perché "aveva detto dinanzi alla casa de Luna che la sua spada tagliava oro e seta"); un bivonese, di cui si conosce solo il nome (Matteo) ferì l'arciprete di Sciacca don Salvo in quanto ritenuto partigiano di Giacomo Perollo; Francesco Sanetta, capitano di giustizia di Sciacca, fece irruzione nella casa di Sigismondo, insieme ad alcuni bravi dei Perollo, per cercare armigeri del nemico.
Una riunione tenuta in Caltabellotta il 18 giugno 1529 (a cui, verosimilmente, partecipò anche Giovanni Vincenzo de Luna) decretò la svolta del conflitto: Sigismondo, infatti, "decise di abbreviare i tempi per lo scontro risolutivo" e dispose che tutti i suoi sostenitori si radunassero a Bivona per raggiungerlo, in seguito, proprio a Caltabellotta.

### Il primo scontro a Sciacca
La notte del 19 giugno 1529 si introdussero furtivamente a Sciacca cento armati dei de Luna, "pronti ad agire al momento più opportuno". Alcuni giorni dopo avvenne uno scontro tra i due schieramenti opposti: nell'occasione persero la vita due armigeri del Perollo, e ciò rivelò la presenza di un elevato numero di seguaci di Sigismondo de Luna.
Pertanto il Perollo fece intervenire direttamente l'amico Ettore Pignatelli, viceré di Sicilia: quest'ultimo inviò a Sciacca Geronimo Statella, barone di Mongerbino, scortato da una compagnia di fanti.
Il comandante Statella, in qualità di capitano di giustizia, qualche tempo prima aveva catturato a Bivona tale Bastiano Napoli, bravo di Giovanni Vincenzo de Luna, e nonostante le proteste del conte (che in seguito a questo episodio "riteneva lesi i suoi diritti di mero e misto impero") lo fece impiccare in paese, causando le proteste e le minacce del popolo che lo costrinsero a scappare via da Bivona.
Lo Statella giunse a Sciacca il 14 luglio: bandì dalla città alcuni esponenti delle famiglie Amato, Fontanetta e Lucchesi, amici dei de Luna, condannò a morte altri uomini nemici dei Perollo; infine, ordinò a Sigismondo de Luna di allontanarsi da Sciacca e di sciogliere le sue truppe (che assommavano a circa 400 fanti e 300 cavalieri).

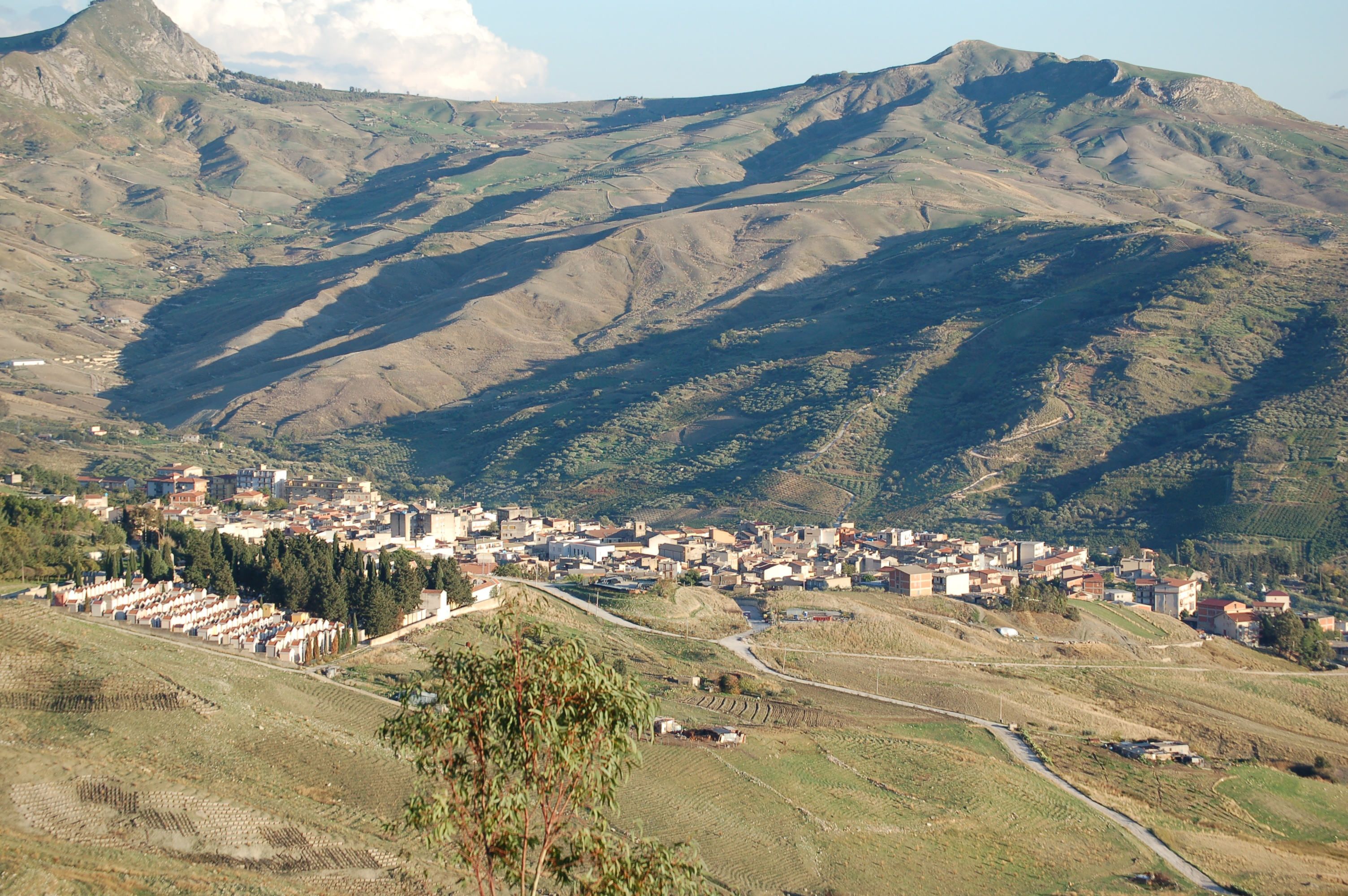
Panorama di Bivona: al centro dell'immagine (fuori dal centro abitato), Cozzu di li furchi

### Girolamo Statella a Bivona
Durante il viaggio di ritorno verso Messina, Girolamo Statella passò a Bivona il 16 luglio 1529: qui fece impiccare venti bravi del conte de Luna, tra cui Giorgio Grasta. All'impiccagione fece seguito l'insurrezione dei bivonesi, ed ancora una volta lo Statella fu costretto a fuggire dal paese montano e a dirigersi nuovamente verso Sciacca. Di seguito viene riportata una descrizione dell'episodio tratta dall'opera Cenno storico-politico-etnografico di Bivona di Giovan Battista Sedita, datata 1909:

### La strage di Sciacca

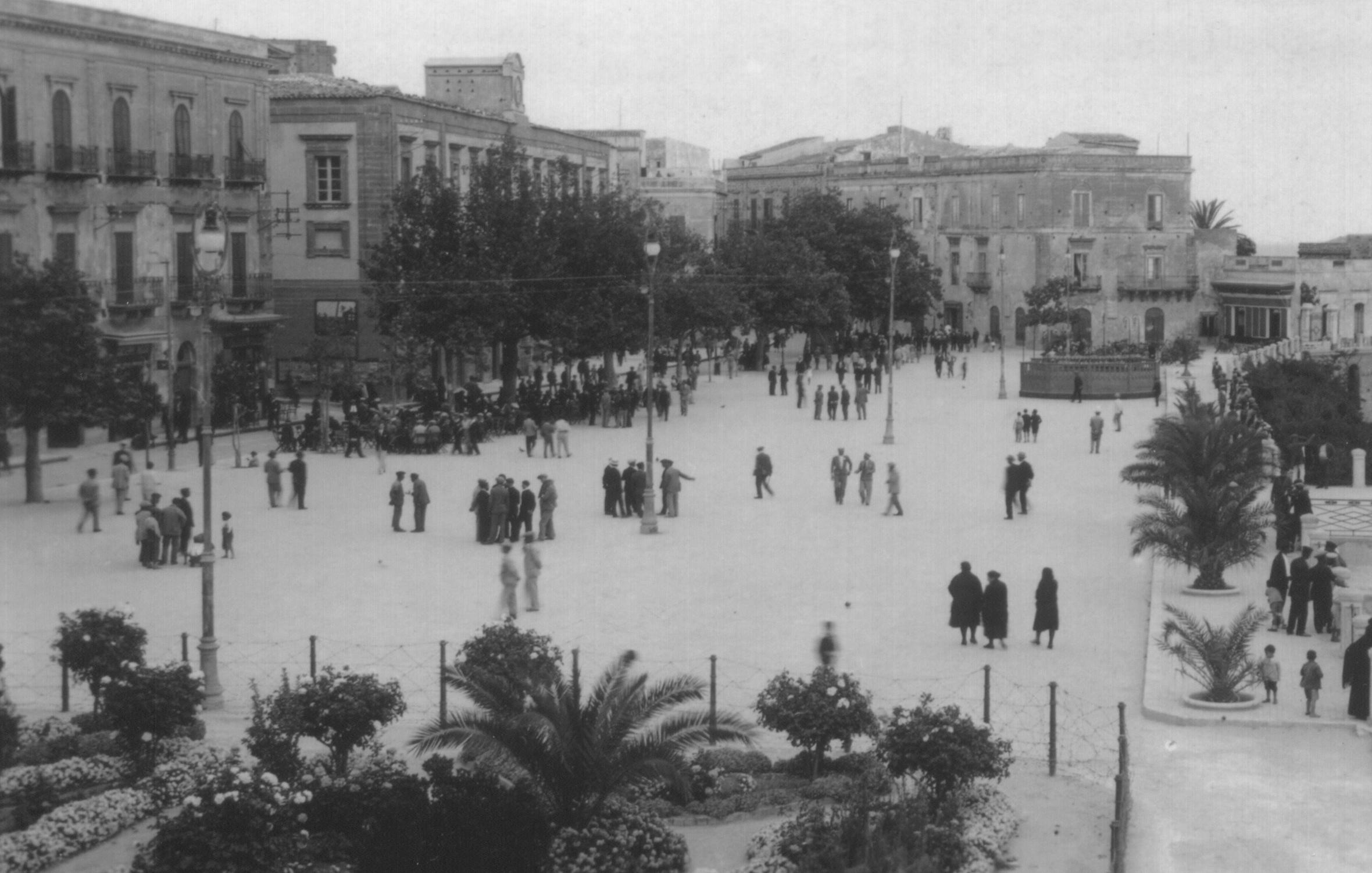
Immagine storica di Sciacca, città demaniale assediata durante il conflitto

Allontanatosi da Sciacca, Sigismondo si stanziò con il suo piccolo esercito nel feudo Verdura, presso la foce dell'omonimo fiume, a circa dieci miglia ad est della città portuale. Lo Statella gli ordinò nuovamente di sciogliere le truppe, entro domenica 22 luglio 1529: in caso contrario, Sigismondo sarebbe incorso nel delitto di lesa maestà. Temendo l'attacco nemico, Giacomo Perollo inviò il figlio Federico a Messina, presso il viceré Pignatelli; Federico Perollo partì con sessanta cavalieri per chiedere altri rinforzi, ma il de Luna attaccò prima del previsto.
La sera del 19 luglio Sigismondo ed i suoi uomini entrarono furtivamente a Sciacca; all'alba, una volta circondate le abitazioni del Perollo e dello Statella, il de Luna ordinò l'attacco. Girolamo Statella venne ucciso dall'albanese Giorgio Comito, capo di una squadriglia al servizio di Sigismondo: il Comito, "capo de' greci" (gli arbëreshë di Sicilia), compì una personale vendetta:
Giacomo Perollo si rinchiuse tra le mura del suo castello (il cosiddetto "castello vecchio", oggi praticamente scomparso), insieme con i suoi uomini: Sigismondo, pertanto, ordinò l'assalto al castello. Il 20 luglio la costruzione venne assalita ben quattro volte, ma tutti i tentativi risultarono vani. Le salme dei guerrieri "più valorosi" e quelle dei nobili vennero portate a Bivona, come ordinato dal de Luna.
Il Perollo seppe difendersi anche il giorno seguente, 21 luglio, in cui persero la vita numerosi assalitori, tra cui il bivonese Antonio Di Noto, "giovane molto valoroso e tenuto in gran conto dal De Luna", ed il trapanese Giovanni Lipari, "uomo d'incredibile valore".
Il 22 luglio 1529 Sigismondo de Luna ordinò l'abbattimento delle porte del castello: nell'occasione fece adoperare otto pezzi di artiglieria, facenti parte del sistema difensivo della città di Sciacca:
Sigismondo de Luna avrebbe accettato la proposta di pace avanzata dal nemico solo se egli "gli fosse venuto innanzi, genuflesso, a domandare perdono e baciargli il piede". A causa della gravosità della proposta del conte Luna, Giacomo Perollo rifiutò e l'assalto si rinnovò anche il giorno seguente.

### La morte del Perollo
(Francesco Savasta, Il famoso Caso di Sciacca, 1726)
Il 23 luglio 1529 gli uomini di Sigismondo de Luna riuscirono ad abbattere la torre e la porta di San Pietro, entrando nel castello del Perollo e uccidendo tutti coloro in cui si imbattevano.
Giacomo Perollo riuscì a sfuggire e a nascondersi in una casa privata (di un certo Luca Parisi): tradito da un suo seguace, Antonello Palermo (a cui Sigismondo aveva promessa "tutta l'ingente somma che il B.ne aveva seco portato"), il Perollo venne scoperto ed ucciso da Calogero Calandrino.
Ma Sigismondo de Luna non fu pago della morte del nemico:
La notizia dell'uccisione del barone, "preceduta e seguita da tanti eccessi, da tanto eccidio e da tanto massacro" giunse agli amici del Perollo e allo stesso Federico (figlio di Giacomo), che apprese quanto successo lungo la strada che da Messina portava a Sciacca). Quest'ultimo, che si trovava insieme con un contingente di truppe che gli aveva affidato il viceré, avvertì l'amico Pignatelli dei "gravissimi avvenimenti intercorsi" e, aggregati alcuni uomini armati inviatigli dal marchese di Geraci tra Caltanissetta e Polizzi, il 29 luglio 1529 si mise in marcia alla volta di Sciacca, giurando di "uccidere il De Luna e strappargli dal petto il cuore".

### La battaglia di Valle di Sangue

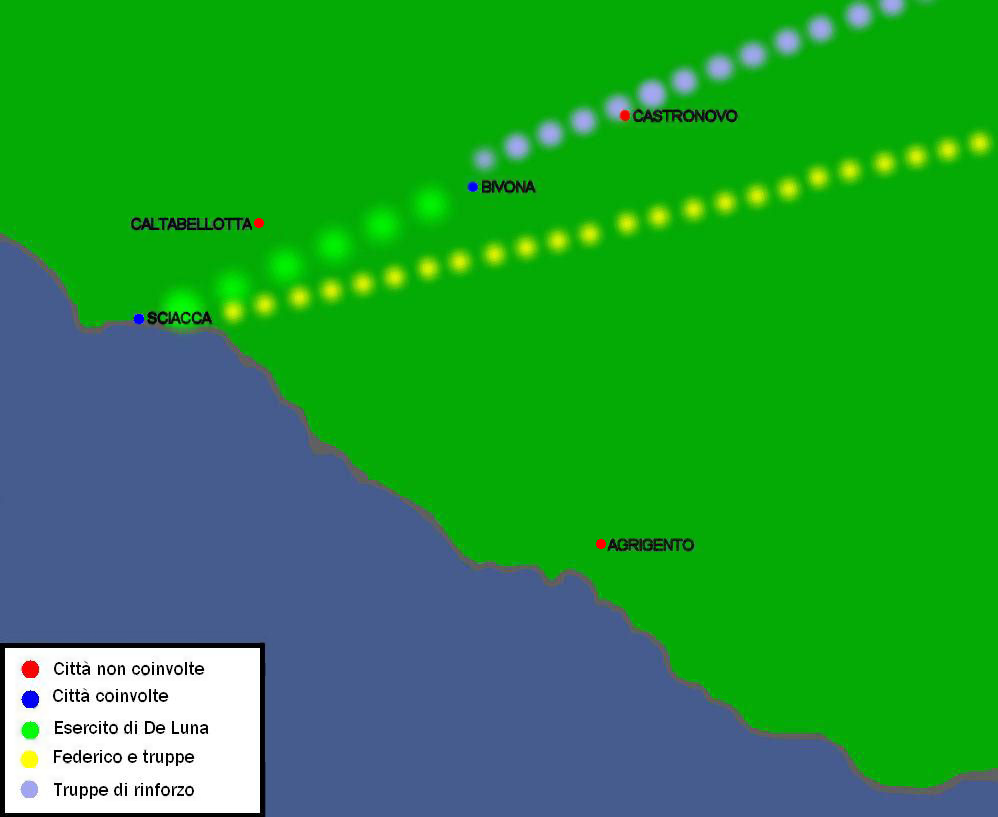
Battaglia di Valle di Sangue, combattuta tra Bivona e Castronovo di Sicilia

Sigismondo de Luna, sapendo le mosse degli avversari grazie all'ausilio delle proprie spie segrete, "temendo di non potere far fronte allo esercito regio", si ritirò con tutti i suoi uomini (più di mille uomini, dei quali ben 130 erano feriti) a Bivona, "sua città, che avrebbe saputo magari apprezzare i tanti eccessi, a cui si era abbandonato".
Tra Sciacca e Bivona, giunto al fiume Verdura, morì Onofrio Imbeagna, uno degli uccisori del Perollo, già gravemente ferito durante l'assalto.
Il conte Luna giunse a Bivona il 1º agosto e fece fortificare le difese del castello e del paese: fece formare trincee, preparare fortini, parapetti e fossati.
Il 2 agosto Federico Perollo e il suo esercito giunsero a Sciacca, non trovando, tuttavia, il nemico. Il barone attese, pertanto, l'arrivo dei rinforzi inviati da Messina dal viceré Pignatelli; ma la truppa regia, capitanata dai due ministri di giustizia Nicolò Pollastra e Giovanni Riganti (giudici della Gran Corte Criminale, che ricevettero pieni poteri dal viceré), dovendo passare da Bivona prima di giungere a Sciacca, dopo aver oltrepassato Castronovo, si imbatté nell'esercito del conte Luna:
Dei 100 cavalieri mandati in avanscoperta dai due ministri di giustizia, trenta furono uccisi, altri furono feriti mortalmente, altri ancora corsero ad avvisare il resto dell'esercito, che stazionava nel feudo Leone, attuale territorio nei pressi di Filaga, frazione di Prizzi.
Venuti a conoscenza dell'accaduto, Pollastra e Riganti decisero di raggiungere Sciacca "per altra via": non appena vi giunsero, costituirono un esercito di 1 000 fanti e 1 000 cavalieri (inclusi i guerrieri di Federico Perollo) e partirono per Bivona.
Informato delle intenzioni degli avversari, Sigismondo de Luna, consapevole della forza del nemico, deliberò di fuggire.

### L'assedio di Bivona
(Francesco Savasta, Il famoso Caso di Sciacca, 1726)
Giunte a Bivona il 13 agosto 1529, le truppe regie si divisero in tre squadroni: fu Gian Paolo Perollo, nipote di Giacomo e capo di una schiera di 600 cavalieri, "il primo ad avanzarsi col seguito dei suoi fin dentro la medesima terra, ove fece subito disfare tutti quei ripari che il conte aveva innalzati".
Inoltratosi nella residenza del de Luna all'interno del castello e notata l'assenza di Sigismondo e dei suoi parenti, fece buttare a terra le porte; indi, "salendo ancora sopra la sommità della torre, con fare grande strage di tutti quegli che segli facevano innanzi, v'inalberò di propria mano le bandiere colle armi dell'Imperadore".
I soldati che davano l'assalto all'altra parte del castello, vedendo la bandiera con l'insegna imperiale sulla torre, si riunirono con il resto della truppa che stazionava intorno al paese; insieme con i regi ministri, assicuratisi che il paese fosse in potere delle proprie milizie, entrarono a Bivona:
I regi ministri esercitarono "atti di una rigorosa giustizia": impiccarono numerosi bivonesi nella piazza principale del paese ed in diverse "parti della terra"; altri furono squartati ("e poi i quarti furono appesi ai muri delle case, lasciando nelle strade inondate di sangue le teste recise dei poveri giustiziati"), cacciati in esilio, posti nelle carceri, spogliati "de' propri effetti".

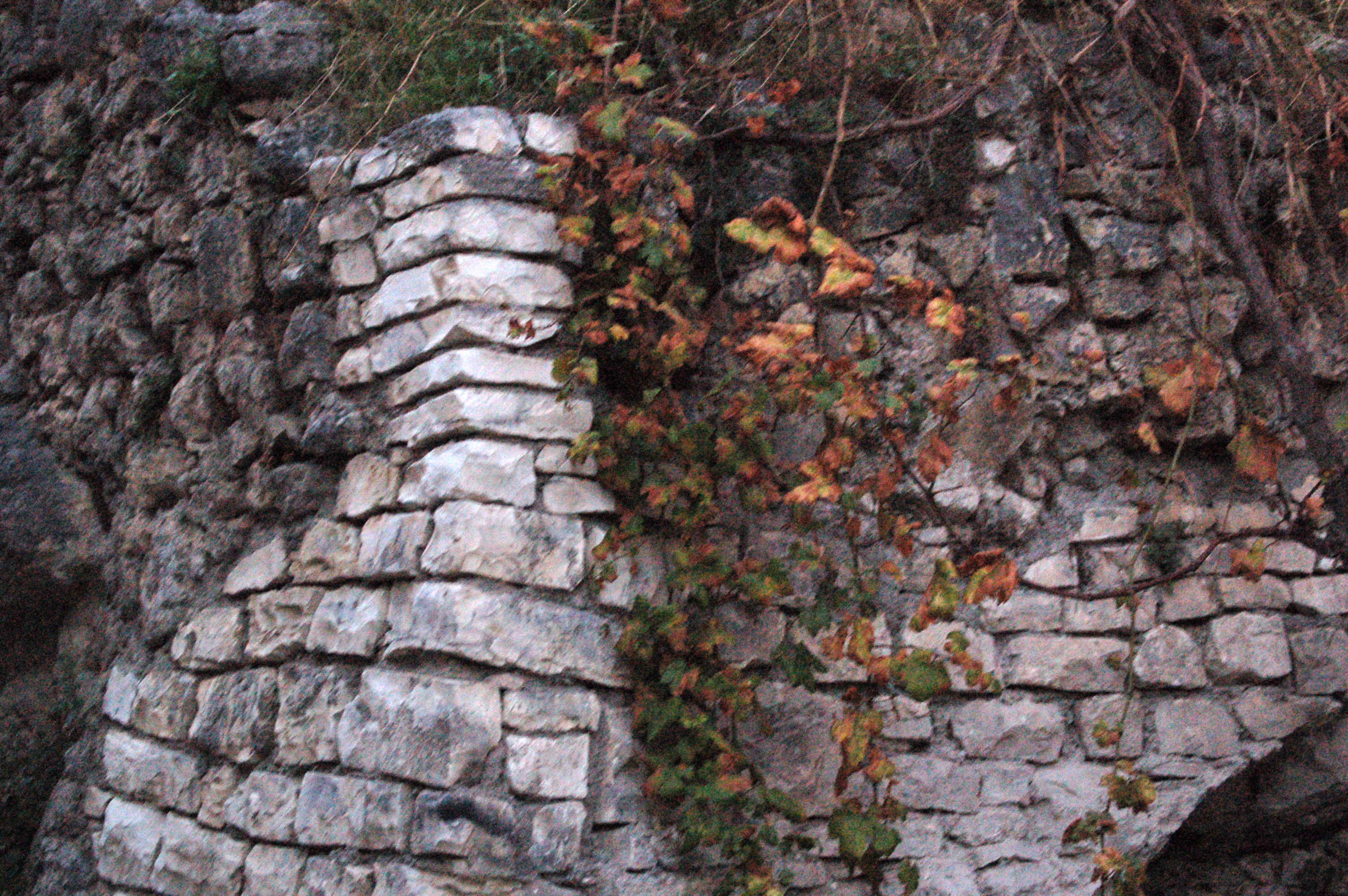
I ruderi del castello di Bivona, distrutto durante il saccheggio

### Il saccheggio del castello bivonese
Dopo avere infierito contro i bivonesi, nella speranza che qualcuno "gli desse nelle mani il De Luna, o che almeno gli dasse a conoscere dov'era rinchiuso", Federico Perollo fece saccheggiare il castello di Bivona, spogliando l'edificio ed il paese di tutte le loro ricchezze:
Il 17 agosto 1529 fecero ritorno a Sciacca, con "le spade e gli scudi tinti ancor del sangue degli inimici".

### Il ritorno a Sciacca
Ritornati a Sciacca (17 agosto), i ministri Pollastra e Riganti, con sentenza del 13 settembre 1529, dichiararono Sigismondo de Luna ed i suoi uomini "colpevoli del delitto di fellonia e di lesa maestà"; nonostante la loro contumacia, Sigismondo ed i suoi vennero condannati a morte e subirono la confisca dei beni.
I giudici della gran corte criminale arrestarono numerosi nobili e plebei appartenenti alla fazione dei de Luna e li giustiziarono; emanarono in tutto il regno bandi di cattura contro tutti quelli che avevano prestato servizio a Sigismondo; inviarono a Messina, dal viceré, alcuni giurati saccensi accusati di connivenza con la famiglia de Luna.
Neanche la città di Sciacca fu esente dalla severa giustizia amministrata dai due ministri: fu condannata, infatti, al pagamento di un'ingente somma di denaro "per non aver prestato aiuto al capitano d'arme Girolamo Statella"; in seguito, la condanna venne abbonata dal viceré Pignatelli. Di seguito, la dettagliata descrizione del Savasta:
Il 4 ottobre 1529 i regi ministri Pollastra e Riganti, dopo aver trascorso quarantanove giorni a Bivona e a Sciacca, decisero di ritornare a Messina. La mattina del giorno seguente (5 ottobre) i due partirono accompagnati da Federico Perollo e da suo fratello fra Domenico: scopo del Perollo era quello di ringraziare personalmente il viceré di Sicilia Ettore Pignatelli. Il 15 ottobre furono licenziate le varie truppe accorse in aiuto dei Perollo, offerte dal marchese di Geraci e dai principi di Castelvetrano e Partanna.

### Sigismondo a Roma

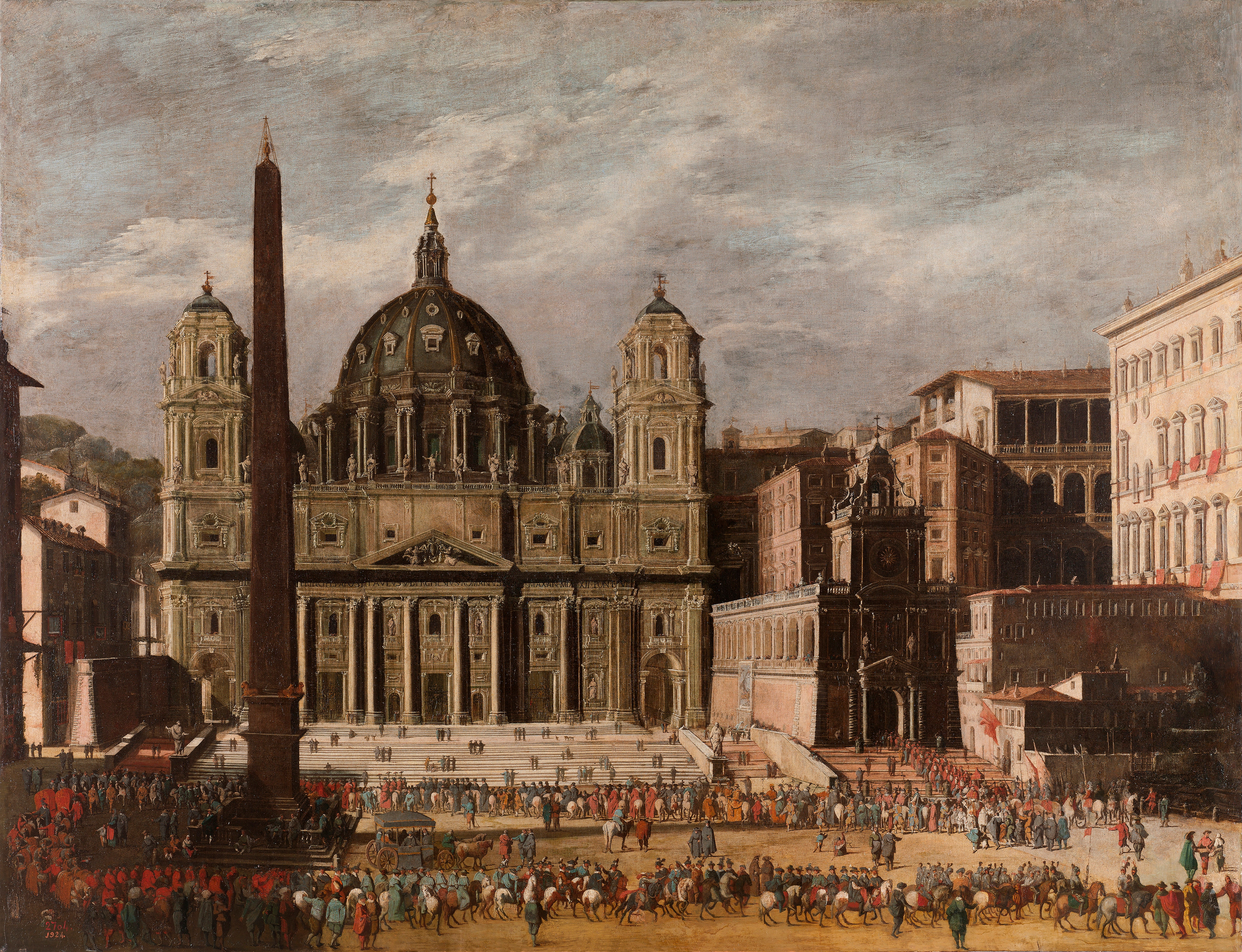
San Pietro in Vaticano in un antico dipinto

Partito dalla Sicilia il 13 agosto, dopo "un lungo e disastroso viaggio", Sigismondo de Luna giunse a Civitavecchia; indi, si diresse verso Roma. Il conte Luna fuggì da Bivona con la moglie, i tre figli e con i suoi uomini più fidati, portando con sé tutto ciò che delle sue ricchezze riuscì a raccogliere prima della fuga:
A Roma Sigismondo cercò la protezione e l'ausilio di papa Clemente VII, suo cugino acquisito. La moglie Luisa Salviati, infatti, era figlia di Lucrezia de' Medici (figlia di Lorenzo il Magnifico e pronipote di Cosimo il Vecchio), nipote di papa Leone X (che nel 1520 favorì le nozze tra Sigismondo e Luisa, avvenute tre anni dopo) e cugina di papa Clemente VII.

### Carlo V e Clemente VII
(Francesco Savasta, Il famoso Caso di Sciacca, 1726)

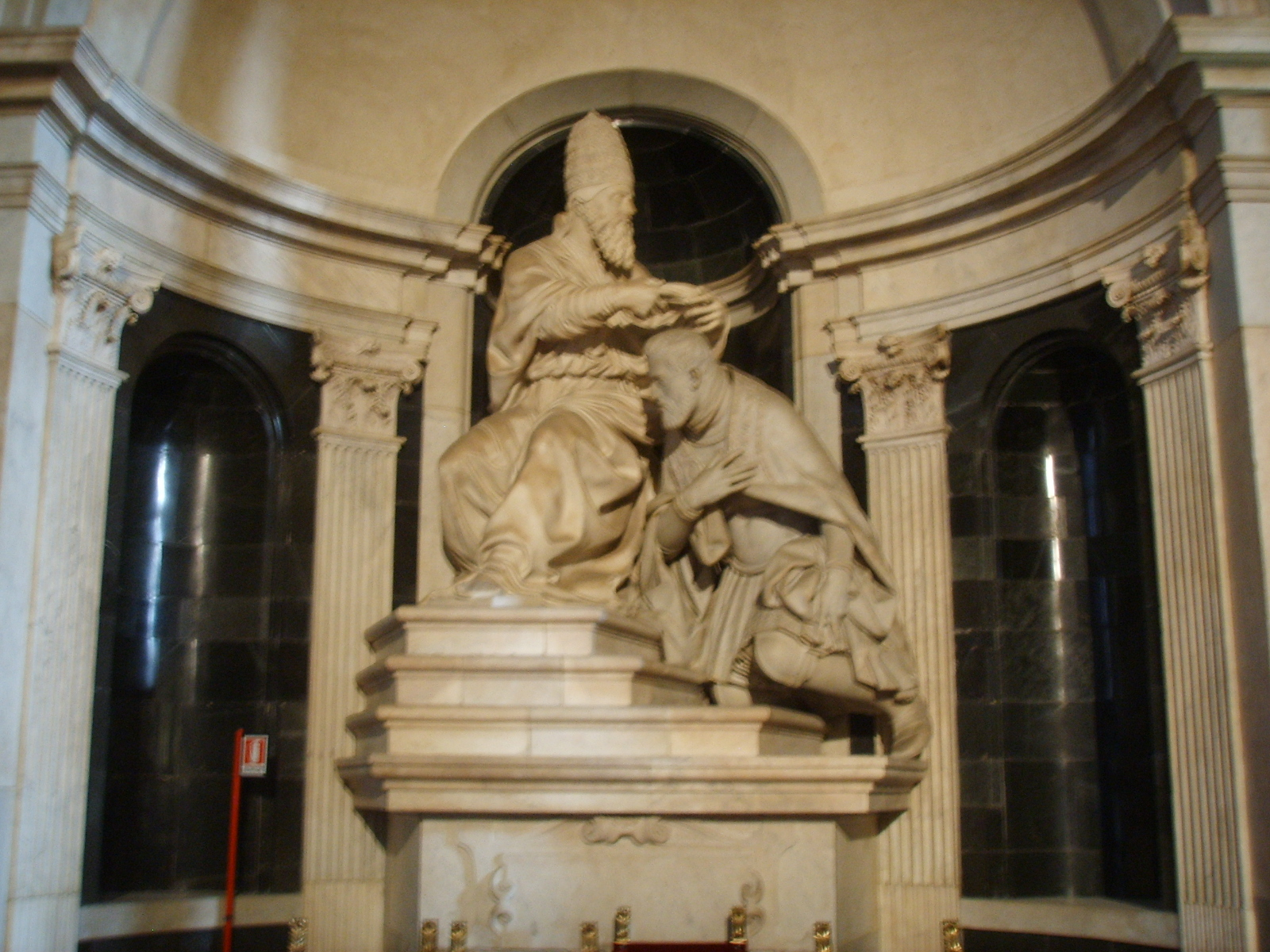
Clemente VII incorona Carlo V, Baccio Bandinelli, Salone dei Cinquecento, Palazzo Vecchio, Firenze

Scopo di Sigismondo de Luna era quello di ottenere il perdono e la grazia di Carlo V, tramite l'autorità pontificia di Clemente VII. Da pochi mesi era stata conclusa la pace di Barcellona tra Clemente VII e Carlo V (29 giugno 1529), in conclusione della guerra che vedeva contrapposti gli Asburgo alla Lega di Cognac: in base a tale accordo, Carlo V sarebbe stato incoronato imperatore dallo stesso pontefice.
Considerata la gravità delle azioni commesse dal nipote, Clemente VII deliberò di attendere un'occasione propizia per sperare in una risposta favorevole di Carlo V; nel frattempo, Sigismondo de Luna cominciò a frequentare gli ambienti nobili di Roma.
L'occasione si presentò il 24 febbraio 1530, giorno in cui a Bologna il Papa avrebbe dovuto incoronare l'Imperatore:
Il Pontefice non volle replicare all'Imperatore e proseguì la funzione dell'incoronazione; partì nuovamente per Roma con l'animo "afflittissimo".
Due giorni dopo, il Papa si presentò nuovamente da Carlo per richiedergli la grazia "con suppliche più umili e più fervorose": l'Imperatore, riconoscendo la grandezza di Clemente VII, "il primo fra gl'Imperatori, e regi del mondo", concesse la grazia a Giovanni Vincenzo de Luna, padre di Sigismondo, a Luisa Salviati e a Pietro, Giulio e Giacomo (moglie e figli di Sigismondo). Sigismondo, invece, rimase "senza più speranza di perdono": Carlo V addirittura decretò che "per mano d'un boia gli sia tagliata su d'un palco la testa onde ne resti un'eterna infamia al suo nome".

### Il suicidio di Sigismondo de Luna
Giunto nuovamente in Roma, papa Clemente VII informò i nipoti della decisione di Carlo V. Sigismondo de Luna, che attendeva ansiosamente la notizia della possibile grazia ricevuta tramite l'ausilio del suo zio pontefice, non appena seppe del decreto imperiale pronunciato contro di sé, "si sgomentò in maniera, che divenne tutto freddo, e mezzo morto".
Persa ogni speranza ed in preda al rimpianto e alla disperazione, Sigismondo, "furibondo ed impazzito", corse precipitosamente per le vie di Roma; infine, raggiunse il Tevere e vi si buttò, morendo annegato.
La notizia della sua morte scosse l'intero ambiente familiare:
Con la morte del de Luna, ebbe definitivamente fine il secondo caso di Sciacca, che vide la morte dei due nemici protagonisti del conflitto: Sigismondo II de Luna e Giacomo Perollo.

## Conseguenze
(Giovan Battista Sedita, Cenno storico-politico-etnografico di Bivona, 1909)

### Il "deplorabile stato" della città di Sciacca
Alla fine del conflitto, la città demaniale di Sciacca restò in uno stato "assai deplorabile, provando essa sola fra tutte le città del regno più vivo il dolore delle sue piaghe, e più sensibile l'amarezza delle sue miserie. Poicché rimase spopolata nella moltitudine de' suoi abitatori, distrutta nella magnificenza delle sue fabbriche, ed impoverita nell'abbondanza delle sue ricchezze".
La popolazione passò dai circa 25 000 abitanti numerati nel 1328 (sotto Federico III) a circa 35 000 nel 1459, fino a giungere ad appena 12 000 abitanti nel periodo successivo alla guerra civile tra i Luna e i Perollo. Per questo motivo, il popolo saccense elevò tristemente il seguente canto:
di quantu larmi m’ha fattu ettari!

Iddi si lazzariaru comu cani

di Sciacca ‘un ni rimasi ca lu nomu!»
quante lacrime mi ha fatto versare!

Loro lottavano (feroci) come cani

di Sciacca non ne è rimasto che il nome!»
(Canto popolare saccense)
Nel 1575, a causa della peste sopraggiunta in Sicilia il 23 maggio (causata da una nave proveniente dall'Oriente), la città di Sciacca perse 5 000 persone, arrivando a circa 7 000 abitanti nel gennaio 1576, quando cessò il contagio. La peste sopraggiunse nuovamente a Sciacca nel 1625 (28 ottobre), il male essendo "portato dalla città di Palermo da un tale di Ragamazzo, nativo di Sciacca". Nel mese di gennaio 1629 "si vidde il male sudetto infierire con tutta forza": nel mese di agosto morirono altre 5 000 persone e più.
(Francesco Savasta, Frase conclusiva de Il famoso Caso di Sciacca, 1726)

### I beni feudali dei de Luna
(Francesco Savasta, Dialogo tra Carlo V e Clemente VII ne Il famoso Caso di Sciacca, 1726)

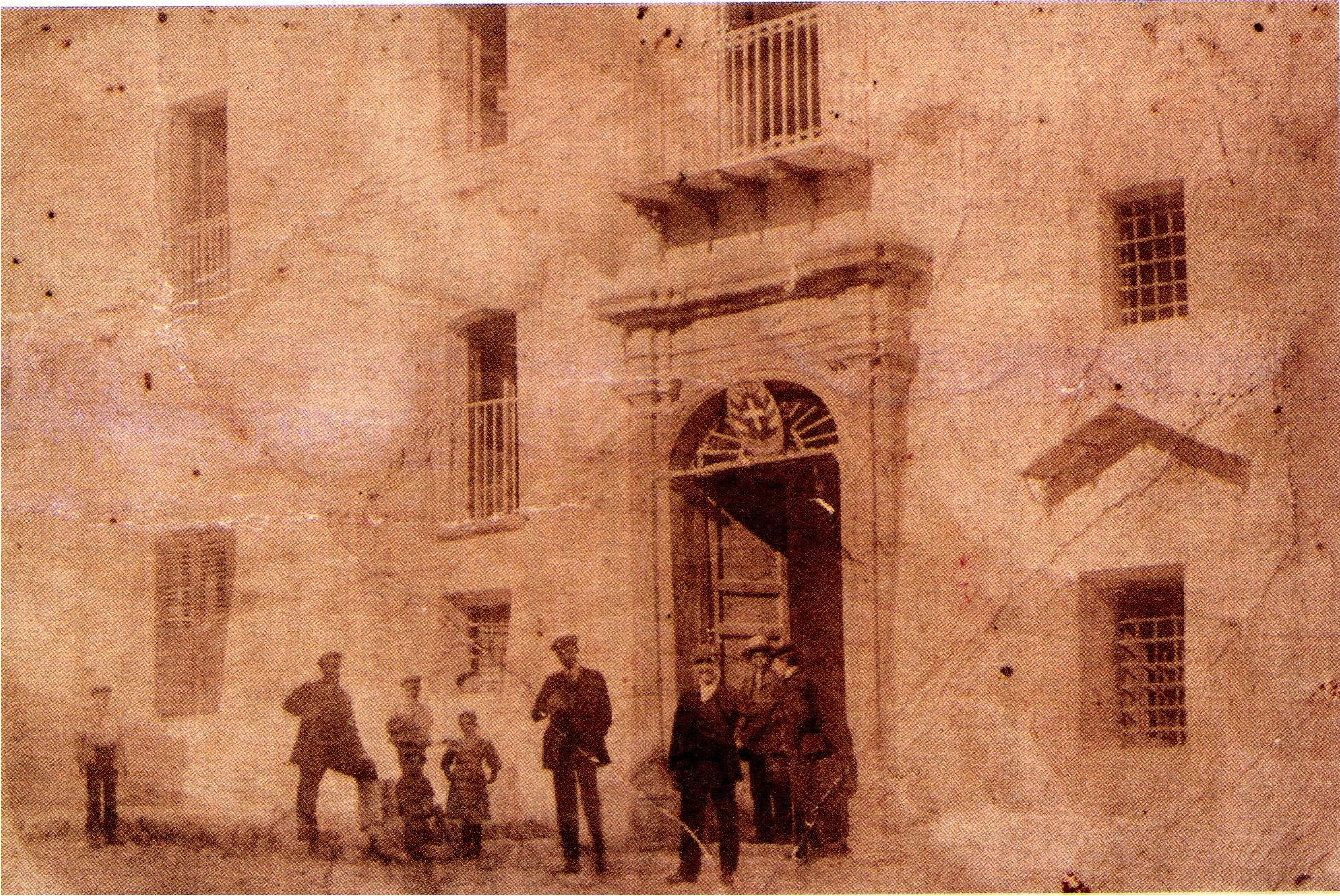
Il palazzo ducale di Bivona, residenza di Pietro de Luna

Grazie all'intercessione di papa Clemente VII, l'imperatore Carlo V reintegrò gli Stati paterni (contea di Caltabellotta, contea di Sclafani, baronia di Bivona) ai figli di Sigismondo de Luna, costretti, tuttavia, a soddisfare tutti i danni subiti dai Perollo e dai loro uomini.
Giovanni Vincenzo de Luna, invece, venne inquisito perché accusato di avere autorizzato l'impresa di Sigismondo, suo figlio: solo in seguito il viceré di Sicilia, ricordandosi del sostegno ricevuto in diverse occasioni da Giovanni Vincenzo de Luna, gli consentì di essere interrogato a domicilio da "un giovane ed inesperto mastro notaio". Il de Luna ricevette solamente una leggera condanna, "meno per complicità che per aiuto prestato ai rei dopo i fatti".
I beni feudali di Giovanni Vincenzo, che erano stati messi sotto sequestro, furono restituiti solamente qualche anno dopo, verosimilmente dopo che Carlo V concesse l'indulto ai figli di Sigismondo (5 dicembre 1533).
In base a tali disposizioni, esecutoriate in Sicilia il 12 marzo 1534, a Giovanni Vincenzo de Luna (curatorio nomine dei tre nipoti) vennero restituite le 500 onze di rendita, precedentemente sequestrate dal fisco. Il 24 febbraio 1536 la Magna Regia Curia decretò la somma che i figli di Sigismondo dovevano rendere alla famiglia Perollo: 11 966,20 onze per risarcimento danni. I numerosi ricorsi presentati dai de Luna, tuttavia, fecero sì che si arrivasse ad una transazione (presso notar Giacomo Scavuzzo di Palermo) solamente il 28 giugno 1549: in base a ciò, Pietro de Luna, figlio di Sigismondo e nuovo conte di Caltabellotta e Sclafani e barone di Bivona in seguito alla morte del nonno Giovanni Vincenzo (avvenuta a Bivona nel 1547), risarcì Brigida Perollo (moglie vedova di Giacomo Perollo) e i suoi figli di 4 800 onze, pari a circa 24 000 fiorini.
Nel 1554, Carlo V elevò Bivona a ducato e a città, e Pietro de Luna fu il primo nobile siciliano ad acquisire il titolo di duca.

### La fine delle famiglie de Luna e Perollo
In seguito alla morte di Giovanni Vincenzo, a capo della famiglia de Luna vi era Pietro, primo duca di Bivona. Egli tornò in Sicilia intorno alla metà degli anni quaranta del Cinquecento, ma non fece ritorno a Sciacca: fissò la sua residenza a Palermo. Investito poi del titolo ducale da parte di Carlo V nel 1554, fissò la sua dimora nel palazzo ducale di Bivona, insieme con la sposa Isabella de Vega, figlia del viceré di Sicilia Giovanni de Vega: da lei ebbe tre figlie ed un unico maschio, morto prematuramente. Sposatosi in seconde nozze con Angela La Cerda, ebbe un figlio, Giovanni, che a sua volta, non avendo avuto alcun figlio dal matrimonio con Belladama Settimo e Valguarnera, causò l'estinzione della famiglia de Luna.
La famiglia Perollo, invece, "non durò così poco", ma restò "feconda per più d'un secolo e mezzo":

## Cronologia degli eventi
- Giugno 1529: arrivo a Sciacca del corsaro Sericono Bassà; il barone Giacomo Perollo libera il barone di Solunto scatenando l'ira del conte Sigismondo de Luna
- 19 giugno 1529: gli uomini del de Luna si introducono furtivamente a Sciacca
- 14 luglio 1529: Girolamo Statella, giunto a Sciacca, ordina a Sigismondo di allontanarsi dalla città
- 16 luglio 1529: lo Statella fa impiccare a Bivona venti uomini del conte de Luna
- 19 luglio 1529: Sigismondo ed i suoi attaccano Sciacca; lo Statella viene ucciso dall'arbëreshë Giorgio Comito
- 23 luglio 1529: morte di Giacomo Perollo
- 1º agosto 1529: Sigismondo de Luna entra vittorioso a Bivona
- 11 agosto 1529: battaglia di Valle di Sangue tra le truppe regie e quelle del de Luna
- 13 agosto 1529: Sigismondo de Luna salpa dalla foce del fiume Verdura alla volta di Roma; Bivona viene saccheggiata dagli uomini del Perollo
- 17 agosto 1529: i ministri regi Pollastra e Riganti fanno ritorno a Sciacca
- 5 ottobre 1529: Federico Perollo ed i regi ministri ripartono per Messina
- 24 febbraio 1530: Incoronazione di Carlo V a Bologna
- 26 o 27 febbraio 1530: dopo che Carlo V gli rifiuta la grazia, Sigismondo de Luna si suicida, annegando nel Tevere

## Letteratura
di centu mani, senza rimissioni.

Veni com’un briganti ammanittatu

pirchì si cci av’a dari lizioni.

Poi veni d’un cavaddu strascinatu

davanti a tutta la popolazioni...

E lu baruni di li granni’mprisi

li strati ‘nsanguiniàu di stu paisi»
da cento mani, senza remissione.

Come un brigante viene ammanettato

perché merita una lezione.

Poi da un cavallo viene trascinato

davanti a tutta la popolazione...

E il barone famoso per le grandi imprese

insanguinò le strade di questo paese.»
(Vincenzo Licata, 'U caso di Sciacca)
Le continue lotte e battaglie tra le famiglie de Luna e Perollo sono il principale tema del romanzo dialettale 'U caso di Sciacca, scritto dal poeta saccense Vincenzo Licata (1906-1996) interamente in siciliano.
Anche Vincenzo Navarro, poeta di Ribera, compose a Sciacca un'opera letteraria sul conflitto tra i Luna ed i Perollo: si tratta di una tragedia, intitolata Giacomo Perollo.

## Mappe

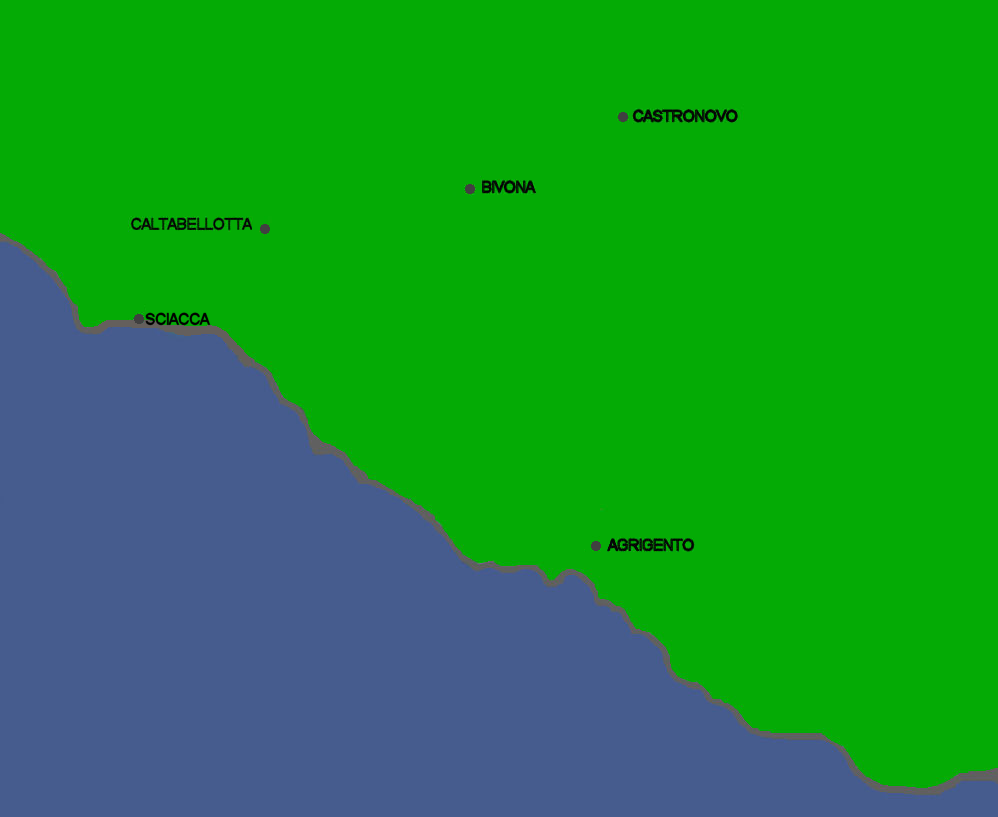
I luoghi dello scontro
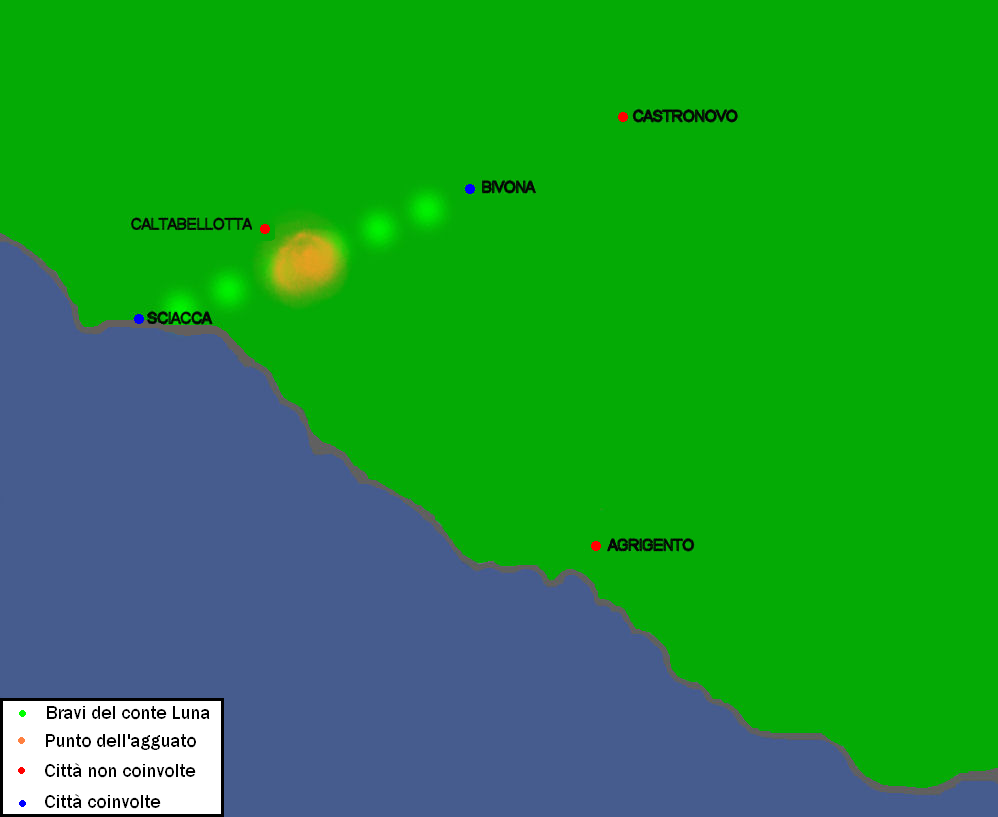
Mappa del primo scontro tra le fazioni
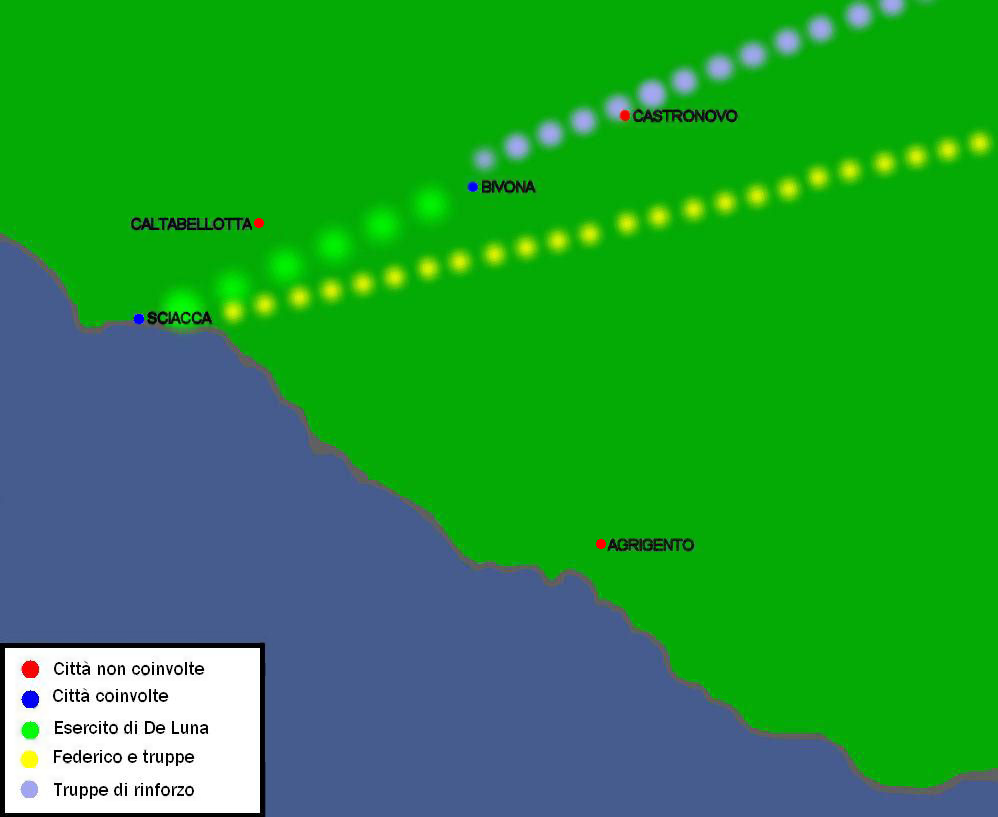
Mappa della battaglia di Valle di Sangue
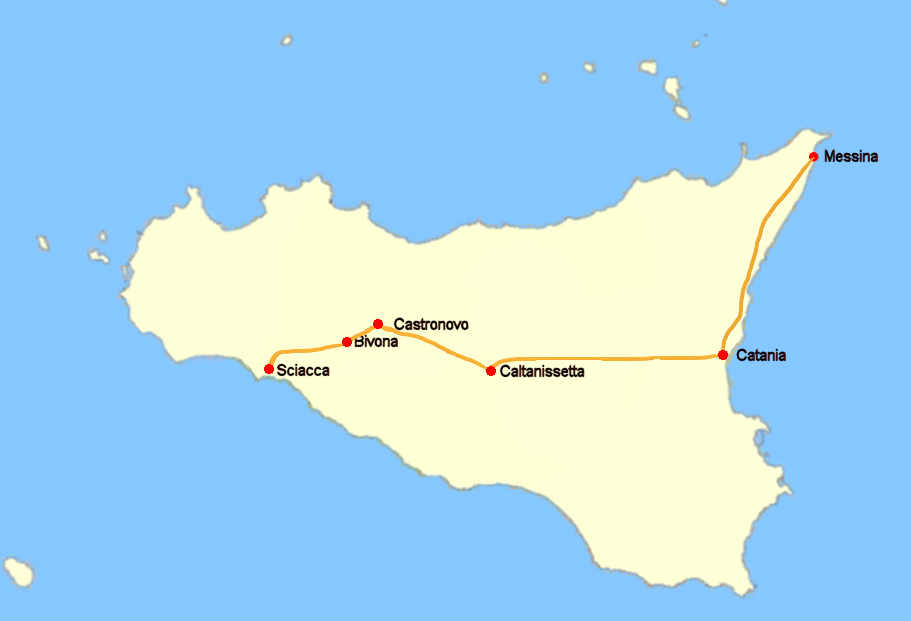
Tracciato Messina-Sciacca